# Khalule
Khalule (Halule) fou una població de Mesopotàmia, prop de la moderna Samarra, a la riba oriental del Tigris, famosa per la batalla que s'hi va lliurar el 691 aC.
El 692 aC els babilonis en revolta contra Assíria, dirigits per Mushezib-Marduk (Mušezib-Marduk), van preparar una coalició amb les tribus dels Zagros (Parsua o potser Parsuwash, Ellipi) i arameus de la Baixa mesopotàmia (Puqudu, Gambuli, Hallutu, Rua, Ubulu, Malahu, Hindiru, Damunu i alguna més), alguns estats caldeus entre els quals s'assenyala al príncep Samunu o Nabu Shuma Ishkun de Bit Yakuni (Bit Yakin), fill de Merodac-baladan, els altres estats caldeus rellevants eren Bit Dakkuri i Bit Amukkani) i amb els elamites, al nou rei dels quals, Umman-minanu o Humbanumena III (Ḫumban-nimena II), van oferir els tresors de l'antic temple d'E-sagila com a estímul perquè es posés al seu costat. Molts pobles de les províncies assíries de nova creació es van posar també contra els assiris. El cap militar de la coalició fou l'elamita Humban-untash (Ḫumban-untaš). Les forces de la coalició van anar a Babilònia, situació descrita pels cronistes assiris: "eren como un gran eixam de llagostes; la pols produïda pels seus peus era com una turmenta en la qual l'amplada del cel es cobreix d'un gran nuvol". Les forces col·ligades i les assíries es van trobar a Khalule o Halule a la regió de Samarra. La crònica assíria (annals) descriu la batalla (691 aC) com una victòria: "Amb crits de sang i foc es llançaren un sobre l'altra i els enemics del gran rei va patir una tremenda carnisseria". Aquesta victòria no degué ser tan important, perquè després de la batalla Sennàquerib es va retirar a Assíria sense perseguir a les forces que suposadament havia derrotat ni va apartar l'usurpador del tron; si realment va obtenir la victòria seria a costa d'unes pèrdues que no podien ser compensades aquell mateix any. La Crònica Babilònia tanmateix parla d'una derrota assíria que va forçar la seva retirada.